# Adolf Lundevall
Fredrik Adolf Immanuel Lundevall, född 2 januari 1889 i Västlands församling, Uppsala län, död 19 december 1969 i Oscars församling, Stockholm, var en svensk jurist. Han var far till Kerstin Höök och Carl-Fredrik Lundevall samt morfar till Pelle Sundberg.
Adolf Lundevall avlade mogenhetsexamen vid Gävle högre allmänna läroverk 1906, blev student vid Uppsala universitet samma år och juris kandidat 1912. Han blev länsbokhållare i Örebro län 1917, länsassessor där 1919 och landskamrerare i Uppsala län 1931. Han var regeringsråd 1935–1956 och ledamot av lagrådet 1940–1942.
Lundevall var sekreterare hos stadsfullmäktige i Örebro 1916–1918 och satt själv i stadsfullmäktige där 1923–1924. År 1937 valdes han in i styrelsen för Svenska diakonissällskapet och var dess ordförande 1946–1959. Lundevall är begraven på Rasbokils kyrkogård.